# Mira Skorić
Mira Škorić (Serbiska: Мира Шкорић), född 8 juli 1970 i Belgrad, är en serbisk pop-folksångerska. Hon började sin karriär 1988 som 17-åring med albumet Mi možemo sve. Hon har släpp minst 13 album.

## Diskografi
1. Mi možemo sve (1988)
2. Niko kao mi (1989)
3. Oči moje ponosite (1991)
4. Imam želju (1992)
5. Ne daj me majko (1993)
6. Rodiću ti sina (1995)
7. U službi ljubavi (1996)
8. Kosa crna (1997)
9. Srcekradica (1998)
10. 10 (2000)
11. Kafano! (2001)
12. Još uvek te volim (2003)
13. Najbolji prijatelji (2005)